# Babice (Olomouci járás)
Babice település Csehországban, a Olomouci járásban. Babice Lužice, Hlásnice, Šternberk, Mladějovice és Hnojice településekkel határos. Lakosainak száma 450 fő (2024. január 1.).

## Népesség
A település lakosságának változását az alábbi diagram mutatja:
| Lakosok száma | 612  | 598  | 512  | 465  | 373  | 433  | 455  | 449  | 457  | 450  |
|               | 1869 | 1900 | 1921 | 1961 | 1980 | 2011 | 2016 | 2019 | 2021 | 2024 |